# Giovanni dall'Aquila
Giovanni dall'Aquila (L'Aquila, ... – Etiopia, 1669) è stato un religioso italiano appartenente all'Ordine francescano venerato come servo di Dio dalla Chiesa cattolica.
Vista la mancanza di dati storici, nulla si conosce della giovinezza di Giovanni.
Entrato nell'Ordine Francescano, nel 1669 viene scelto come responsabile e messo a capo della missione in Etiopia dalla Sacra Congregazione della Propaganda della Fede.
Accompagnato dagli altri frati Angelico da Civitella, Martino (o Marcello) Teana e dal laico infermiere Ludovico da Benevento, Giovanni sbarca a Pidda sul Mar Rosso.
Nel territorio etiope, i missionari cattolici si occupano subito della conversione dei cristiani ortodossi etiopi e dell'evangelizzazione dei non cristiani.
L'ostilità dei locali e le condizioni estreme del clima e dell'ambiente desertico fanno naufragare il progetto missionario.
Della piccola compagnia non sopravvive nessuno, se non Ludovico da Benevento che riesce a riparare in Egitto.